# Receptor alfa 2A adrenérgico
El receptor adrenérgico alfa 2A (α2A), es un receptor adrenérgico del tipo α2, también llamado ADRA2A y el término también denota el gen humano que lo codifica. Los receptores ADRA2A están situados sobre la cara extracelular de la membrana plasmática y acopladas a proteínas G.

## Receptor
Los receptores adrenérgicos α2A incluyen tres subtipos altamente homólogos: alfa2A, alfa2B y el alfa2C. Estos receptores tienen un papel crítico en la regulación de la liberación de neurotransmisores desde los nervios sinápticos y de neuronas adrenérgicas en el sistema nervioso central. Ciertos estudios con ratones han revelado que tanto el subtipo alfa2A como el alfa2C son requeridos para el control normal presináptico de la liberación del transmisor en nervios que se encuentran en el corazón y de neuronas noradrenérgicas. Por ejemplo, la estimulación de receptores alfa 2A disminuye la presión arterial por medio de inhibición simpática. El subtipo alfa2A inhibía la liberación del neurotransmisor a elevadas frecuencias de estimulación, mientras que el subtipo alfa2C modulaba al neurotransmisor en niveles más bajos de actividad neuronal. El receptor α2A es el único receptor α2 en las plaquetas humanas.

## Gen
El gen codifica al subtipo alfa2A y no contienen intrones en su secuencia de codificación ni en las secuencias no transducidas. El gen se expresa en el cerebro y plexo coroideo fetales.